# Очанка випрямлена
Очанка випрямлена, очанка стиснута або очанка пряма (Euphrasia stricta) — вид трав'янистих рослин родини вовчкові (Orobanchaceae). Поширений у північній і центральній Європі й характеризується великими біло-бузковими квітами. Етимологія: лат. stricta — «стиснутий; жорсткий».

## Опис
Це однорічна гілляста рослина 5–30(75) см заввишки. Стебла прямостійні, коротко запушені, часто темно-бордового забарвлення. Листки (і особливо приквітки), як правило, гостро-зубчаті, зелені, голі, лише зрідка їхні краї короткошерсті. Пелюстки від синього до фіолетового кольору або білі. Прожилки блідо-фіолетові чи сині, нижня губа забарвлена в жовтий колір. Коробочки клиноподібно-зворотно-яйцюваті, вузькі, 4–7 мм завдовжки. Ця рослина — частково паразитична, вона викрадає поживні речовини з коренів інших рослин, але також використовує фотосинтез, щоб створити свої власні.

## Поширення
Європа (Албанія, Австрія, Ліхтенштейн, Бельгія, Люксембург, Болгарія, Білорусь, Чехія, Хорватія, Данія, Естонія, Фінляндія, Франція, Німеччина, Греція, Швейцарія, Нідерланди, Іспанія, Угорщина, Італія, Латвія, Литва, Молдова, Норвегія, Польща, Росія, Румунія, Словаччина, Словенія, Сербія, Швеція, Україна). Уведений на сході Північної Америки (пн.-сх. Канада, Ґренландія). Зростає на вологих, вапняних пісках, сухих трав'янистих, бідних поживними речовинами луках і узбіччях.
В Україні зростає в лісах, соснових борах, узліссями, серед чагарників, сухими схилами  — у більшій частині України, крім Криму; на півдні степу, рідко (Херсонська обл., Олешківські піски). Вид перебуває у переліках рослин, які потребують охорони у Луганській області.

## Використання
Використовується в фітотерапії для лікування запальних захворювань очей, особливо алергічного кон'юнктивіту. Однак, німецька комісія не знайшла значних доказів корисності очанки.